# Беляковски манастир
„Свети Великомъченик Георги“ или „Свети Георгий“ (на македонска литературна норма: „Свети Георгиј“, „Свети Ѓорѓи“) е възрожденски православен манастир в кумановското село Беляковце, серевоизточната част на Република Македония. Част е от Кумановско-Осоговската епархия на Македонската православна църква. Не е известно кога е изграден манастирът. Църквата е била запусната и е обновена в 1892 - 1894 година. Църквата има каменни релефни украси. В 1937 година църквата е изписана от Трайко Муфтински.